# 17220 Johnpenna
A 17220 Johnpenna (ideiglenes jelöléssel 2000 CX26) a Naprendszer kisbolygóövében található aszteroida. A LINEAR projekt keretében fedezték fel 2000. február 2-án.